# 結構化ASIC
結構化ASIC（英語：Structured ASIC）是一種各項特性表現皆介於FPGA與ASIC間的訂產型晶片，它在量產成本、邏輯閘利用率、功耗用電、效能速度等表現上優於FPGA，但又不如純ASIC表現的優異，同時也具有FPGA的可程式化邏輯功效，以及加速晶片的研發設計速度與修改彈性，使晶片能更快完成並投入市場，以及減省日後修改電路的成本耗費。
結構化ASIC依然要開製光罩、依然要透過晶圓廠代產，但開製的光罩數目低於ASIC，且因具有一定的電路修改彈性，在彈性範疇內可不用再開製與修改光罩，也能夠滿足新修改需求，即彈性高於ASIC，不過若修改幅度過大，超過彈性範疇，依然需要編修光罩電路，即是開製新光罩來取代舊光罩。
目前提供結構化ASIC的知名業者主要有Altera、AMI Semiconductor、Fujitsu、NEC、ChipX（也稱為Chip Express）、LSI Logic等，其中LSI Logic已在2006年4月宣佈淡出結構化ASIC業務 .。